# لونگوته

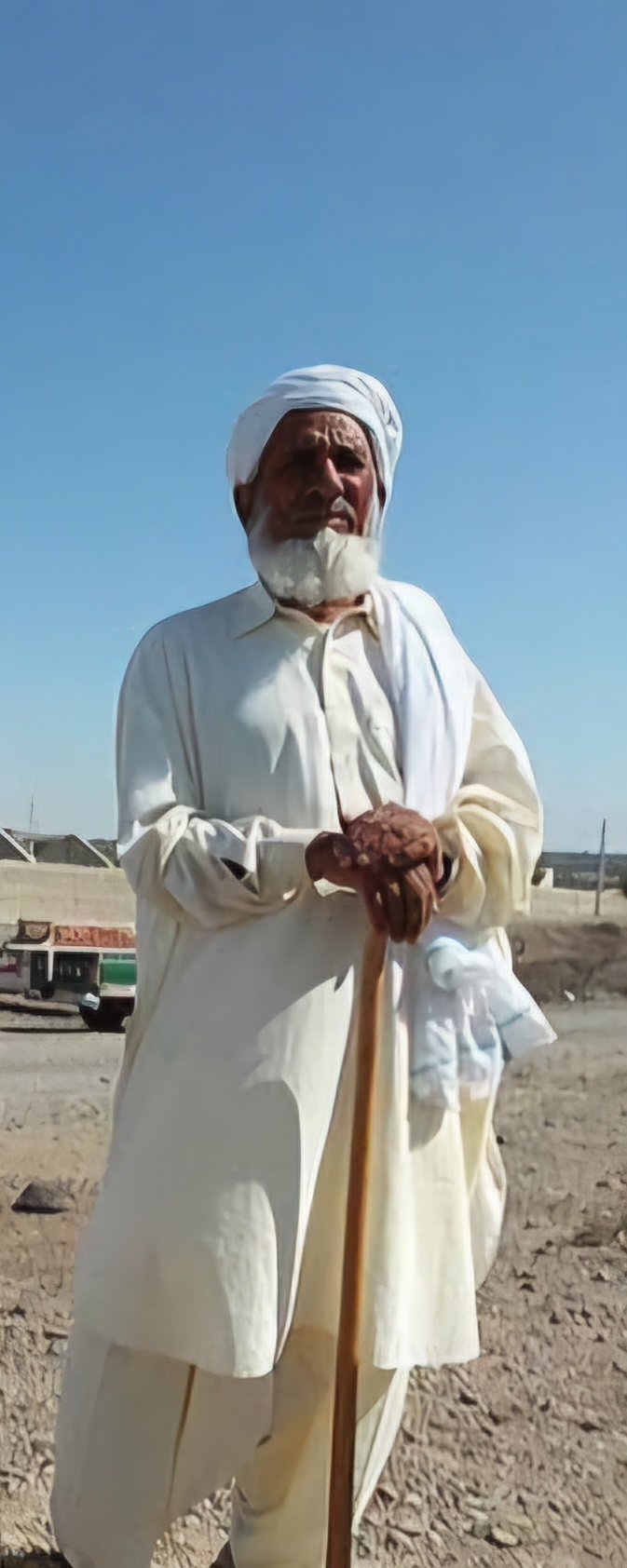
پیرمرد بلوچ با لونگوته بلوچی

لونگوته یکی از پوشاک سنتی مردان بلوچ در استان سیستان و بلوچستان، بخش‌هایی از افغانستان و پاکستان است که به‌صورت پارچه‌ای بلند و نخی به دور سر بسته می‌شود. این پوشش سنتی، هم جنبهٔ کاربردی در برابر گرما و گردوغبار دارد و هم نقشی فرهنگی در جامعهٔ بلوچ ایفا می‌کند.

## ساختار و کاربرد
لونگوته معمولاً پارچه‌ای مستطیل‌شکل به طول حدود دو تا ده متر و عرض حدود نیم تا یک متر است. این پارچه بدون دوخت بوده و با پیچاندن به دور سر بسته می‌شود. در میان مردان بلوچ، بستن لونگوته به سبک‌های مختلفی انجام می‌شود و بسته به منطقه، روش بسته شدن آن ممکن است تفاوت‌هایی داشته باشد.
کاربردهای اصلی لونگوته عبارت‌اند از:
- محافظت از سر و صورت در برابر آفتاب، باد و گردوغبار
- استفاده در مراسم سنتی، مذهبی یا آیینی
- نماد جایگاه اجتماعی، به‌ویژه در میان افراد بزرگ‌تر خانواده یا جامعه

## گسترهٔ جغرافیایی
لونگوته به‌عنوان پوشش سنتی سر در میان مردان بلوچ در مناطق مختلف استفاده می‌شود:
- در استان سیستان و بلوچستان
- در ولایت‌های جنوبی افغانستان مانند نیمروز
- درایالت بلوچستان در پاکستان

این پوشش در میان اقوام بلوچ ساکن این مناطق کاربرد مشترک دارد و بخشی از پوشاک سنتی منطقه به‌شمار می‌رود.

## کارکردهای فرهنگی
در فرهنگ بلوچ، لونگوته تنها یک پوشش سر نیست، بلکه نقشی نمادین نیز دارد. نوجوانان در بسیاری از مناطق بلوچ‌نشین هنگام ورود به سن بلوغ، برای نخستین‌بار لونگوته بر سر می‌بندند. همچنین در برخی آیین‌ها و مناسبت‌های قومی، بستن لونگوته به‌منزلهٔ احترام یا جایگاه ویژهٔ فرد در جامعه تلقی می‌شود.